# François Migault
François Migault (Le Mans, 4 december 1944 – Parigné-l'Évêque 29 januari 2012) was een Frans Formule 1-coureur. Hij nam tussen 1972 en 1975 deel aan 16 Grands Prix voor de teams Connew, BRM, Hill en Williams, maar scoorde hierin geen punten.
In zijn geboorteplaats nam hij tussen 1972 en 2002 25 maal deel aan de 24 uur van Le Mans. Slechts vier coureurs deden even vaak of vaker mee. Migault won geen enkele keer, maar werd in 1976 wel tweede en in 1974 en 1981 derde. In 1987 haalde hij een snelheidsrecord (416 km/uur).
Hij overleed op 67-jarige leeftijd na een langslepende ziekte.